# Biljajiwka
Biljajiwka (ukrainisch Біляївка; russisch Беляевка/Beljajewka) ist eine Stadt im Süden der Ukraine, etwa 39 Kilometer westlich von Odessa entfernt. Sie liegt im Rajon Odessa der Oblast Odessa am Ostufer des Flusses Turuntschuk.

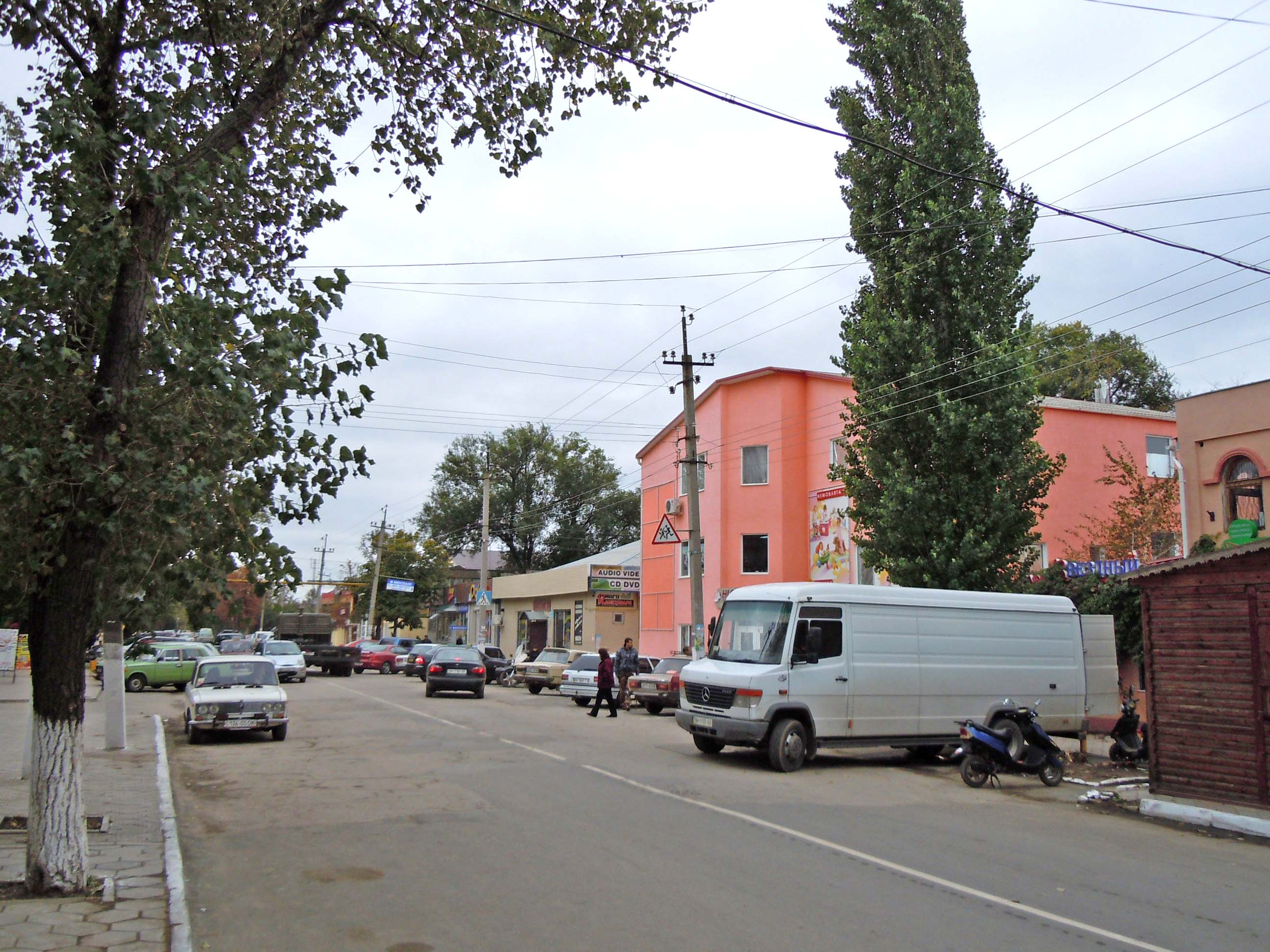
Blick in die Innenstadt

## Geschichte
Sie wurde im 17. Jahrhundert von flüchtenden Saporoger Kosaken unter dem Namen Golowkiwka gegründet, wurde 1957 eine Siedlung städtischen Typs und hat seit dem 5. November 1979 das Stadtrecht. Zwischen dem 27. Januar 2016 und Juli 2020 stand die Stadt unter Oblastverwaltung anstatt wie bisher unter Rajonsverwaltung.

## Verwaltungsgliederung
Am 12. August 2015 wurde die Stadt zum Zentrum der neugegründeten Stadtgemeinde Biljajiwka (Біляївська міська громада/Biljajiwska miska hromada). Zu dieser zählten auch noch die Dörfer Majory und Powstanske, bis dahin bildete sie die gleichnamige Stadtratsgemeinde Biljajiwka (Біляївська міська рада/Biljajiwska miska rada) im Zentrum des Rajons Biljajiwka.
Am 6. September 2019 kamen noch die Dörfer Myrne und Schyroka Balka zum Gemeindegebiet.
Am 12. Juni 2020 kamen noch Dörfer Hradenyzi und Kaharlyk zum Gemeindegebiet.
Seit dem 17. Juli 2020 ist sie ein Teil des Rajons Odessa.
Folgende Orte sind neben dem Hauptort Biljajiwka Teil der Gemeinde:
| Name                     | Name         | Name                             |
| ukrainisch transkribiert | ukrainisch   | russisch                         |
| ------------------------ | ------------ | -------------------------------- |
| Hradenyzi                | Градениці    | Граденицы (Gradenizy)            |
| Kaharlyk                 | Кагарлик     | Кагарлык (Kagarlyk)              |
| Majory                   | Майори       | Майоры                           |
| Myrne                    | Мирне        | Мирное (Mirnoje)                 |
| Powstanske               | Повстанське  | Повстанское (Powstanskoje)       |
| Schyroka Balka           | Широка Балка | Широкая Балка (Schirokaja Balka) |

## Persönlichkeiten
1986 kam in Biljajiwka der ukrainische Fußballnationalspieler Kyrylo Kowaltschuk zur Welt.